# Cruiser Mk II
O Cruiser Mk II foi um "Tanque Cruzador" de uso do exército do Reino Unido e é uma adptação do Cruiser Mk I, com uma blindagem mais pesada. Foi usado na Campanha do Norte da África.